# Фландърски кафяв ейл
Фландърският кафяв ейл (на английски: Flanders Brown Ale) известен и като стар ейл (Oud Bruin) е стил белгийска бира. Според класификациите на стиловете бира, фландърският кафяв ейл е разновидност на бирения стил „кисел ейл“ (Sour Ale).
Фландърският кафяв ейл произхожда от Източна Фландрия, където се вари от ХVІІ век, като типичен образец е продукцията на пивоварната „Liefman“. Отличава се с продължително отлежаване, но не в дъбови бъчви, и смесване на отлежали и по-млади партиди. Цветът е червено-кафяв до кафяв. Вкусът е малцов с плодова привкус и нотки на карамел. Ароматът е богат и плодов с нотки на стафиди, сушени сини сливи, смокини, фурми, черни череши и сини сливи. Прави се от пилзенски малц и малко количество черен или препечен малц. Обикновено се използва континентален или британски хмел. Дрождените култури Saccharomyces и Lactobacillus, както и оцетнокисели батктерии участват във ферментацията и постигането на окончателния вкус. Алкохолното съдържание е 4 – 8 %.
Типични търговски марки от този вид са: Liefman's Goudenband, Liefman's Odnar, Liefman's Oud Bruin, Ichtegem Old Brown.